# Președinte al consiliului de administrație
Președintele consiliului de administrație (în engleză: Chairman of the Board) este numele pentru funcția de conducere a consiliului de administrație (abreviat CA) al unei organizații, în general al unei societăți pe acțiuni. Persoana care ocupă această funcție este aleasă sau desemnată de către membrii CA. Președintele CA reprezintă CA în relațiile cu exteriorul, prezidează ședințele CA și organizează activitățile CA.

## Franța
În lumea francofonă (Franța, Québec), în companiile care au doar CA (franceză: Conseil d'Administration), nu și Consiliu de Supraveghere (franceză: Conseil de suveillance), de regulă funcția de Președinte al CA este îmbinată cu cea de director general (franceză: Directeur Général, rezultând funcția numită Președinte-Director General (abreviat PDG; franceză: Président-Directeur Général).

## România
Președintele consiliului de administrație poate fi directorul general sau directorul societății, desemnat în condițiile stabilite prin actul constitutiv sau ales de membrii consiliului de administrație. Ca președinte, acesta îndrumă activitatea consiliului de administrație, iar ca director general pregătește lucrările consiliului, îndeplinește hotărârile luate, angajează personalul societății. Președintele consiliului de administrație are și conducerea AGA (Adunarea Generală a Asociaților/Acționarilor).

## Statele Unite ale Americii
În Statele Unite ale Americii un CEO poate fi de asemenea și președintele administrativ sau președintele companiei în cazul micilor companii, însă în organizațiile mai mari aceste roluri sunt adesea divizate, pentru a feri compania de dominanța unei singure persoane și pentru a preveni un conflict de interese cu proprietarii (acționarii).

## Uniunea Europeană
În Uniunea Europeană există condiția ca șeful executiv și președintele administrativ să fie funcții separate. Acest lucru asigură o distincție între conducere și management și permite delimitarea clară a autorității, scopul fiind acela de a preveni un eventual conflict de interese și concentrarea puterii în mâinile unei singure persoane.